# ALL APOLOGIES
『ALL APOLOGIES』（オール・アポロジーズ）はアメリカ合衆国のロックバンド、ニルヴァーナのトリビュート・アルバムである。日本のみ発売。

## 概要
2006年5月10日にリリースされた。発売元はユニバーサルミュージック傘下のユニバーサルJ。規格品番はUPCH-1489。
音楽雑誌『ROCKIN'ON JAPAN』編集長の山崎洋一郎による発案で制作されたアルバム。収録曲は全て日本のミュージシャンによるカバーで構成される。

## 収録曲
1. All Apologies / ランクヘッド
アルバム『イン・ユーテロ』収録
2. Very Ape / MO'SOME TONEBENDER
アルバム『イン・ユーテロ』収録
3. Rape Me / detroit7
アルバム『イン・ユーテロ』収録
4. Scentless Apprentice / 髭（HiGE）
アルバム『イン・ユーテロ』収録
5. Pennyroyal Tea / Dr.StrangeLove
アルバム『イン・ユーテロ』収録
6. Molly's Lips / 蝉時雨
コンピレーション・アルバム『インセスティサイド』収録。原曲はヴァセリンズのカバー。
7. Smells Like Teen Spirit / B-DASH
シングル・アルバム『ネヴァーマインド』収録
8. Polly / 吉井和哉
アルバム『ネヴァーマインド』収録
9. Territorial Pissings / KING BROTHERS
アルバム『ネヴァーマインド』収録
10. Lithium / THE SALINGER
アルバム『ネヴァーマインド』収録
11. Breed / 音速ライン
アルバム『ネヴァーマインド』収録
12. About A Girl / ART-SCHOOL
シングル
13. Blew / 雅-miyavi-
アルバム『ブリーチ』収録